# Чаринський сільський округ
Чари́нський сільський округ (каз. Шарын ауылдық округі, рос. Чарынский сельский округ) — адміністративна одиниця у складі Уйгурського району Алматинської області Казахстану. Адміністративний центр — село Чарин.
Населення — 6236 осіб (2021; 5572 у 2009, 5653 у 1999, 4991 у 1989).
Станом на 1989 рік існувала Чаринська сільська рада (село Чарин).